# Schoonrewoerd
Schoonrewoerd est un village de la commune néerlandaise de Vijfheerenlanden, dans la province de la Hollande-Méridionale. En 2009, le village comptait environ 1 600 habitants.

## Histoire
Elle a été fondée en 1023 par Jean Ier d'Arkel (nl). En juin 1482, l'église de Schoonrewoerd fut occupée par une trentaine de cavaliers venus de Gorinchem. La tour a été aménagée pour être utilisée pour des raids sur la région. Lors d'un des pillages près du village d'Everdingen, des habitants de Culemborg ont été capturés. Gaspar de Culemborg est alors parti assiéger la tour de Schoonderwoerd. Sur la troupe des 30 combattants assiégés, 14 d'entre eux reçurent un sauf-conduit; l'église de Schoonwoerd fut alors prise d'assaut, la tour étant déjà largement endommagée. Les autres combattants furent tués ou capturés jusqu'aux trois derniers survivants. [2]
Schoonrewoerd a été une commune indépendante jusqu'au 1er janvier 1986, date de son rattachement à Leerdam intégrant également Kedichem. En 2019, cette commune est devenue la commune de Vijfheerenlanden.